# Климент Охридський

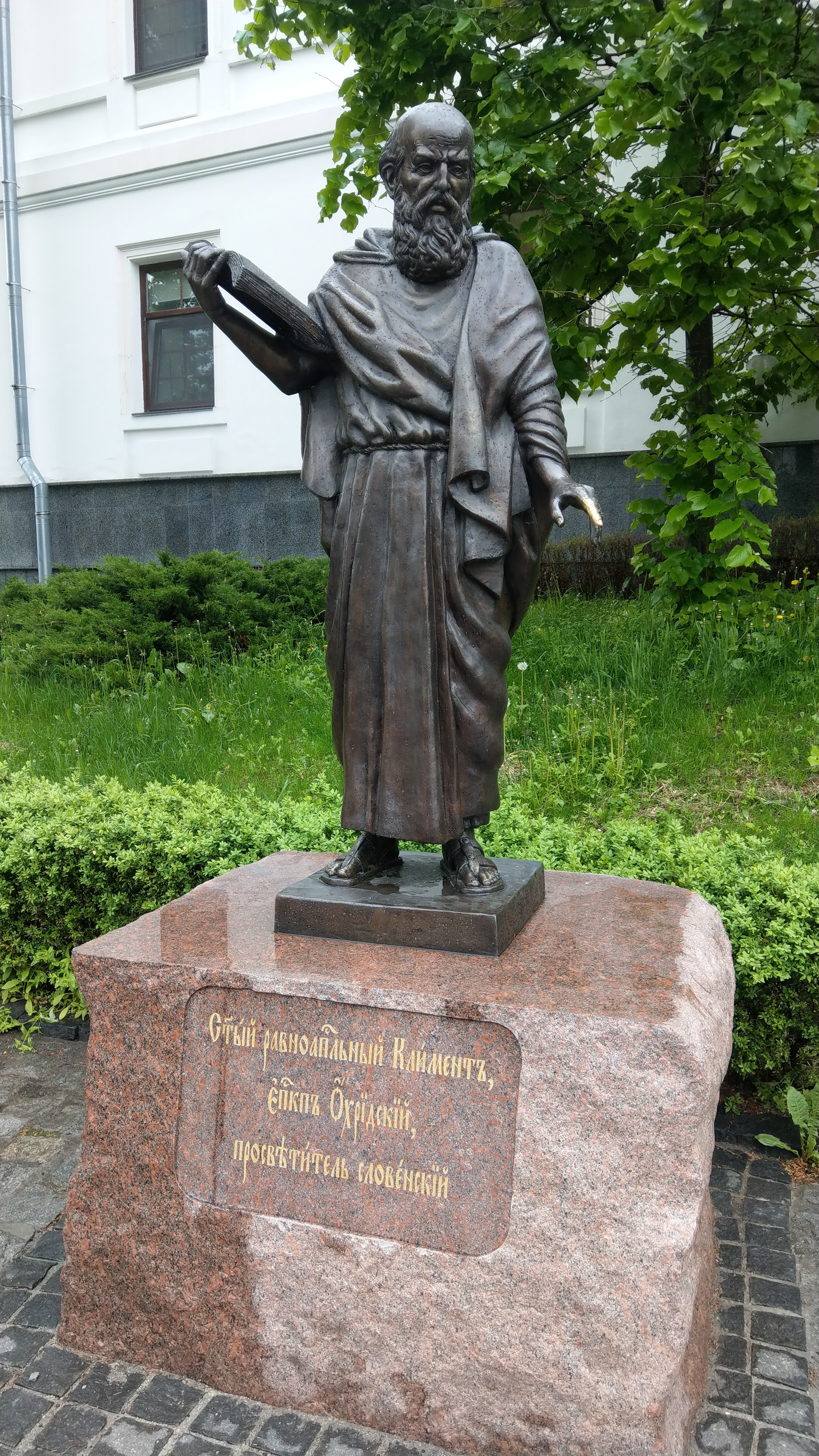
Памʼятник Клименту Охридському на території Києво-Печерської лаври

Климент Охридський (Климент Охридски; близько 840 — 17 липня 916) — середньовічний просвітник, християнський святий, мешкав у місті Охриді. Один з учнів Кирила і Мефодія.

## Життєпис
Учасник Моравської місії Кирила і Мефодія. По смерті Мефодія втік від переслідування латинян у Болгарію. Болгарський цар Борис послав Климента для проповіді в західну частину Першого Болгарського царства, зокрема в Кутмічевицю (нині на території Албанії) і в район Охрида (сучасна Північна Македонія). Там Климент Охридський заснував Охридську книжкову школу.
Болгарський цар Симеон зробив його єпископом Велицьким. Його літературна спадщина налічує досить багато творів: похвальні слова Богоматері (на всі Богородичні свята) і Предтечі, житія святих, переклад «Квітної Тріоді».
Нині в науці переважає теорія про те, що Кирило і Мефодій створили глаголицю, а кирилиця була створена пізніше, можливо — їхніми учнями. Існує думка, що кирилицю створив саме Климент Охридський, такий погляд підтримують І. В. Ягич, В. М. Щепкін, А. М. Селищев та ін.
На честь Климента Охридського названо Софійський державний університет, а також станцію метро біля університету. Також ім'ям святого названо болгарську антарктичну станцію «Святий Климент Охридський». У Республіці Болгарія і Північній Македонії на честь святого названо багато шкіл, вулиць і державних установ. Найбільша церква в Скоп'є носить ім'я святого Климента.
На його честь названо астероїд 3903 Климент Охридський.
Він є святим в католицизмі та православ'ї.